# 釔-90
钇-90（90
Y
）是钇的一种放射性同位素，可用于放疗中以治疗某些癌症。它发现于1937年，由中子轰击钇-89（钇唯一的天然同位素）制得。

## 衰变
90Y会通过β衰变衰变成锆-90，半衰期64.05小时，衰变能量2.2756 MeV。90Y有0.01%的几率在衰变时产生1.7 MeV的γ射线，导致电子与正电子成对产生。90Y衰变放出的高能电子会产生可用于成像的刹车辐射。

## 合成
90Y主要由半衰期29年的核裂变产物锶-90衰变产生，衰变得到的90Y之后可用化学方法分离。它也可通过中子照射天然钇（完全由89Y组成）制得。

## 医药用途
90Y可以治疗肝细胞癌、白血病、淋巴瘤，也有潜力治疗更多种肿瘤。90Y应用于选择性内部放射治疗中，该方法会往动脉注射含90Y的微球。注射后，这些微球会滞留在肿瘤周围的血管中，其放射性将杀死周围的组织。该治疗手段能够显著延缓肝细胞癌的恶化，不良事件可容忍，相比其它治疗方法而言更能改善患者的生活质量。
90Y微球放射的刹车辐射可用于诊断肿瘤。90Y的β衰变会产生连续的刹车辐射谱线，它们可通过伽马摄影或单光子发射计算机断面成像（SPECT）检测到。它们可确认90Y的吸收剂量，但缺乏空间信息，难以描绘解剖结构，从而评估肿瘤和正常组织分别吸收的辐射量。结合了SPECT原有的信息及计算机断层扫描（CT）提供的空间信息的SPECT/CT便从中发展，以便得到更准确的90Y吸收剂量信息。此外，90Y可通过正电子发射断层扫描（PET）方法诊断肿瘤。相较于SPECT/CT，直接检测90Y衰变产生的正电子的PET/CT和PET/MRI都能提供更多空间信息，能够更好评估90Y微球的分布和吸收剂量，但两者都更罕见、更昂贵。